# Allemands de Dobrogée
Pour un article plus général, voir Allemands de Roumanie.

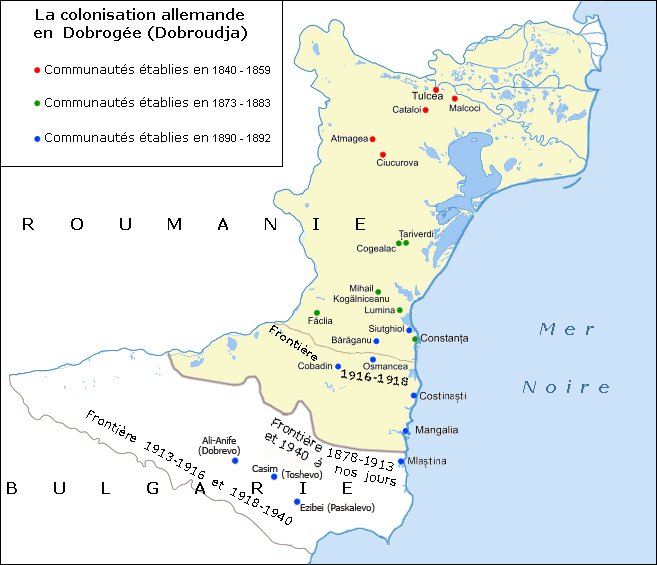
La localisation des principales communautés germanophones en Dobrogée.

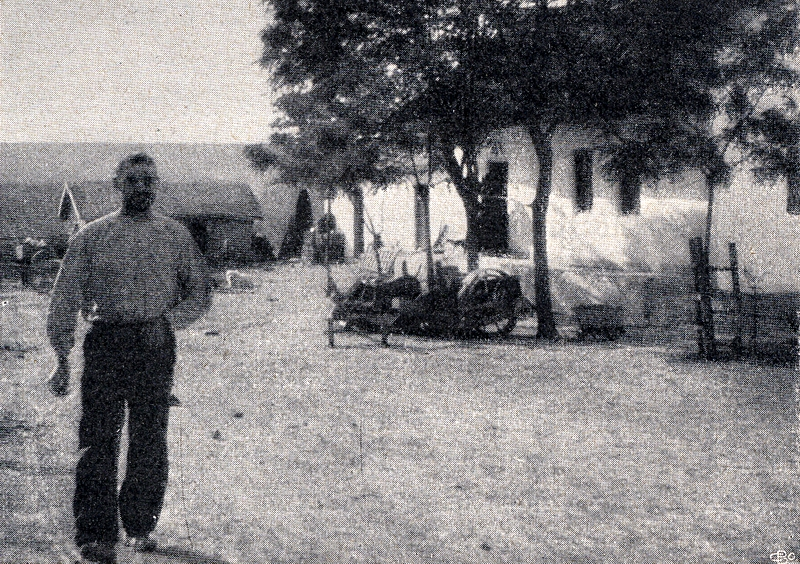
Un Allemand de Colelia.

Les Allemands de Dobrogée (en allemand : Dobrudschadeutsche, en roumain : Germanii din Dobrogea) sont une population germanophone qui a vécu environ 100 ans en Dobrogée. Leur installation commence sous la domination turque, vers 1840, et ils sont rapatriés de force dans le Reich en 1940 en conséquence du pacte Hitler-Staline.

## Histoire
Ces populations font initialement partie des communautés allemandes bessarabiennes et de la mer Noire installées dans l'Empire russe. Leur installation en Dobrogée est due à leur croissance démographique en Russie, trop forte pour les terres disponibles, alors que la Dobrogée disposait de terres peu utilisées (élevage ovin extensif) que le sultan ottoman est prêt à concéder à bas prix.

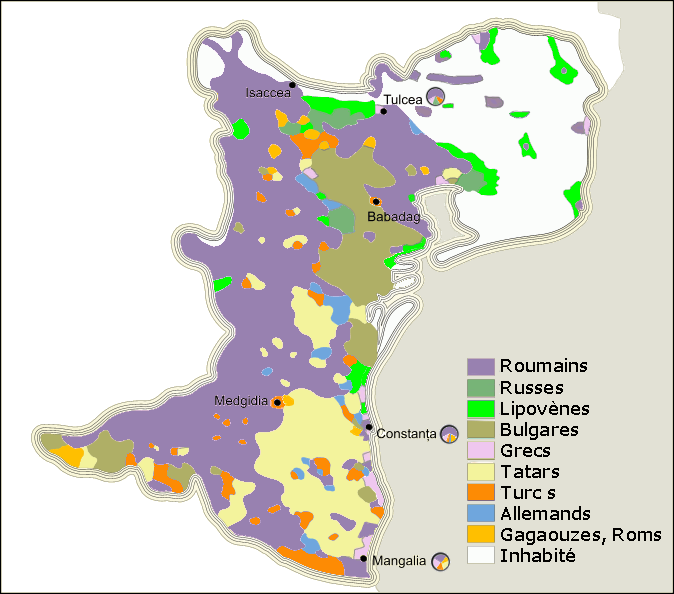
Les langues parlées en Dobrogée en 1903.

La migration s'est faite en trois étapes
- les premiers colons s'installent en 1841-1856, à l'époque ottomane, venant de Bessarabie et de Nouvelle-Russie ;
- leur installation leur ayant donné pleine satisfaction, une seconde vague arrive en 1878-1883, avec l'accord des rois allemands de Roumanie, Karl von Hohenzollern, et de Bulgarie, Ferdinand de Saxe-Cobourg[3] ;
- la dernière vague s'est installée dans les années 1890-1891[4].

Dans les villages où ils se sont installés comme fermiers, les Allemands bénéficient d'une autonomie administrative et culturelle, leur seule obligation étant de payer les impôts à terme. Ils partagent ce régime de faveur avec les vétérans roumains de la guerre russo-turque de 1877-1878. Ils ont leur propre système scolaire en langue allemande, souvent tenu par leurs paroisses, catholiques ou, plus rarement, luthériennes.
Durant la Première Guerre mondiale ils sont, comme tous les germanophones de Roumanie, considérés comme des ennemis potentiels. L'usage de l'allemand est interdit dans la sphère publique et l'enseignement, les hommes assignés à résidence dans leurs villages, le bétail et les véhicules réquisitionnés. C'est pourquoi beaucoup de ces Allemands accueillent en libératrice l'armée allemande Mackensen lorsqu'elle occupe la Dobrogée. En 1919, les libertés civiles sont rétablies, mais les Allemands perdent leur autonomie administrative et scolaire.
Le centre culturel des Allemands dobrogéens était et reste Constanza où est construit en 1894 le premier lycée allemand, sous le mécénat de Sophie Luther, propriétaire de la fameuse brasserie locale Luther.
Environ 10 % des Allemands dobrogéens, environ 1 600 personnes dont une majorité de familles mixtes, sont exemptés du rapatriement forcé dans l'Allemagne nazie en 1940 et peuvent rester sur place. Bien leur en prend, car la plupart des partants sont envoyés soit en Tchécoslovaquie occupée, soit dans le Wartheland arraché à la Pologne occupée d'où ils sont expulsés en 1944-45 par l'Armée rouge : la moitié n'y survit pas. Le 28 novembre 1940, les derniers rapatriables quittent la Dobrogée, les paquebots à vapeur danubiens les acheminant vers l'Autriche, après un regroupement préalable en Serbie occupée. Environ 2 500 d'entre eux reviennent en Dobrogée après la guerre, demandant à recouvrir leur nationalité roumaine, mais ils ne peuvent retrouver leurs biens nationalisés et durent recommencer leur vie à zéro sous le régime communiste. Quelques centaines, suspectés de « collusion avec le fascisme », furent déportés en URSS à la demande de l'Armée rouge et ne reviennent pas ; parmi les 13 500 survivants actuels, 3 000 vivent à Heilbronn, 2 300 à Dresde, 3 000 sont dispersés ailleurs en Allemagne, 1 500 aux États-Unis et 700 en Dobrogée.

## Implantations
Excepté ceux de Constanța, groupés dans le quartier Neue Weingärten (Viile noi), la plupart des allemands de Dobrogée se sont établis à la campagne. Le plus gros village catholique est Cogălniceanu, où se trouve aujourd'hui l'aéroport de Constanza, tandis que le principal village luthérien était Atmagea. À Costinești (Büffelbrunnen ou "Source des buffles" en allemand) les deux communautés coexistaient. Une dizaine d'autres villages comportent des communautés allemandes, dont Murfatlar qui perpétue jusqu'à présent la tradition des vignes et des vins blancs rhénans. Ces lieux sont restés présents dans la mémoire des survivants, et leurs descendants vivant aujourd'hui en Allemagne, y viennent parfois en pèlerinage.
La communauté des Allemands dobrogéens a, depuis la Libération de 1989, (chute de la dictature communiste) récupéré leur ancienne école protestante (Evangelische Schule) de la Strada Sarmizegetusa à Constanza, qu'ils ont rénové et transformé en un Centre culturel et de rencontres (Begegnungsstätte der Deutschen).